# Rüdiger Beckhaus
Rüdiger Beckhaus (* 1955 in Boizenburg/Elbe) ist ein deutscher Chemiker. Er ist seit 1998 Professor für Anorganische Chemie an der Carl von Ossietzky Universität Oldenburg.

## Leben
Er studierte Chemie an der Technischen Hochschule Leuna-Merseburg mit dem Abschluss als Diplom-Chemiker. Im Anschluss fertigte er bis 1984 seine Doktorarbeit im Arbeitskreis von Karl-Heinz Thiele am Institut für Anorganische Chemie der TH Leuna-Merseburg an. Zwischen 1990 und 1991 folgte ein Postdoc-Aufenthalt an der Technischen Universität München (Peter Hofmann). 1991 habilitierte Rüdiger Beckhaus an der TH Leuna-Merseburg. Bevor er 1998 den Ruf nach Oldenburg annahm, vertrat er eine Professur an der Rheinisch-Westfälischen Technischen Hochschule Aachen (kurz RWTH Aachen). Zwischenzeitlich forschte der Humboldt- und Heisenberg-Stipendiat am California Institute of Technology (USA). Außerdem erhielt Beckhaus 1998 den Carl-Duisberg-Gedächtnispreis der Gesellschaft Deutscher Chemiker und den erstmals vergebenen Förderpreis der Karl-Ziegler-Stiftung. Zudem ist er Mitglied im Fachkollegium für Anorganische Molekülchemie in der Deutschen Forschungsgemeinschaft.

## Forschungsgebiete
Schwerpunkt seiner Forschung ist die Organometallchemie früher Übergangsmetalle, um umweltschonende Technologien im Bereich neuer Materialien entwickeln zu können.

## Veröffentlichungen und Patente
Rüdiger Beckhaus hat in seiner Forschungstätigkeit über 100 Publikationen in Fachzeitschriften sowie Beiträge in Büchern verfasst. Daneben ist er Erfinder und hält, zum Teil mit anderen, mehrerer Patente.